# Amarsipus
Amarsipus is een monotypisch geslacht van baarsachtige vissen. De enige soort is Amarsipus carlsbergi. Het geslacht is het enige in de familie Amarsipidae.

## Soort
- Amarsipus carlsbergi Haedrich, 1969 - Amarsipa